# De veghe în lanul de porumb 3: Recolta
De veghe în lanul de porumb 3: Recolta (titlu original: Children of the Corn III: Urban Harvest) este un film american de groază din 1995 regizat de James D. R. Hickox după un scenariu de Dode B. Levenso. Rolurile principale au fost interpretate de actorii Daniel Cerny, Jim Metzler, Nancy Grahn și Mari Morrow. Este al treilea film din seria Children of the Corn. Este produs de Park Avenue Productions și distribuit de Dimension Films și Miramax Films.

## Prezentare
Fermierul Earl Hutch moare în circumstanțe oribile, iar cei doi fii ai săi, Joshua și Eli, sunt plasați într-o familie adoptivă din Chicago. Cei doi copii descoperă o lume cu totul nouă, o lume a bandelor, etichetelor și a muzicii rap. Treptat, Joshua se adaptează la această nouă viață, în timp ce Eli o refuză complet. Înzestrat cu puteri ciudate, el reușește să adune și alți copii la modul său teribil de gândire, fără să ezite să omoare pe toți cei care i se opun...

## Distribuție
- Daniel Cerny - Eli
- Ron Melendez - Joshua
- Michael Ensign - Father Frank Nolan
- Jon Clair - Malcolm Elkman
- Mari Morrow - Maria Elkman
- Duke Stroud - Earl
- Rance Howard - Employer
- Brian Peck - Jake Witman
- Nancy Lee Grahn - Amanda Porter
- Jim Metzler - William Porter
- Garvin Funches - T-Loc
- Yvette Freeman - Samantha
- Charlize Theron - Eli's follower
- Ivana Milicevic - Eli's follower/Acolyte
- Nicholas Brendon - Basketball Player One

## Producție
Filmările au început în decembrie 1993 în Los Angeles, California.